# Mirage (romanzo)
Mirage (Fallen Angel, ripubblicato anche col titolo The Darkness Within) è un romanzo del 1952 di Howard Fast, pubblicato con lo pseudonimo di Walter Ericson. Fu edito in Italia nel 1965 nella collana Il giallo Mondadori. Il titolo della traduzione italiana riprese quello del film trattone nello stesso anno.
Fast usò uno pseudonimo temendo ripercussioni personali nel periodo del Maccartismo dei primi anni cinquanta. Nel 1947 infatti era stato arrestato per oltraggio al congresso; inoltre, era nota la sua adesione al partito comunista statunitense.

## Trama
Il fisico-chimico David Stillwell è vittima di un'amnesia: credendo di essere un contabile, viene inseguito da estranei e incontra una giovane donna, Shela, che gli si mostra affezionata. Tutti loro sembrano lavorare per una misteriosa organizzazione che si ritiene sia dietro la morte del filantropo Charles Stewart Calvin, caduto dal 27º piano di un edificio in cui si trovava anche Stillwell la stessa sera in cui ha perso la memoria. Man mano che gli eventi si susseguono, con l'aiuto di un investigatore privato egli riacquista frammenti di memoria fino a ricordare gli avvenimenti traumatici che ne hanno provocato l'amnesia e il segreto che l'organizzazione guidata dal misterioso "Maggiore" vuole estorcergli.

## Edizioni

### Prima edizione
- (EN) Fallen Angel, Boston, Little, Brown & Company, 1952.

### Edizioni in italiano
- Mirage, collana il Giallo Mondadori, traduzione di Moma Carones, 1965.
- Mirage, Milano, Polilo, 2010, ISBN 9788881543656.